# قانون الزواج
قانون الزواج هو ممارسة تُقيد عمل النساء المتزوجات. شاعت هذه الممارسة في الدول الغربية خلال القرن العشرين، وكثيراً ما دعت إلى عدم توظيف المرأة المتزوجة خاصةً إذا كانت تعمل في مهنة التدريس أوالأعمال الكتابية. كما أن النساء الأرامل الاتي لديهن أطفال يعاملن معاملة المُتزوجات في بعض الأحيان مما يمنعهم من التوظيف.
وتفتقر هذه الممارسة إلي التوضيح الاقتصادي - فبإستثناء أوقات الركود الاقتصادي - غالباً ما يؤدي تطبيقها الصارم إلي تعطيل بعض أماكن العمل. وقد كانت بداية هذا الأمر خلال سنوات الكساد كَنوع من السياسة الاجتماعية لإعادة توزيع الوظائف الشاغرة لأكبر عدد من الأُسر، ولكنها استمرت إلى ما بعد تلك الظروفالأقتصادية. وقد كانت هذه المعوقات شائعة في بعض الدول الغربية مثل الولايات المتحدة وأيرلندا وكان ذلك خلال أواخر القرن العشرين حتي سبعينيات القرن الماضي؛ حيث كانت معوقات الزواج أقل بكثير خلال فترة الحرب بسبب زيادة الطلب إلي الأيدي العاملة.
منذ ستينيات القرن الماضي عُرفت تلك المعوقات علي نطاق واسع بعدم المساواة والتمييز الجنسي، وتم وقفها أو حظرها بُموجب قوانين مكافحة التمييز. وتمت إزالة هذا العائق في هولندا عام 1957. وفي أيرلندا تم إزالته عام 1973.  ومنذ 1975 لم تعدُ ضابطات هيئة المسح الجيولوجي البريطانية مضطرة  للاستقالة عن العمل بسبب الزواج.

## الاختلافات
في حين أن «قانون الزواج»هو المصطلح العام المُستخدم ليشمل كل أنواع المعوقات التوظيفة التمييزية ضد النساء المتزوجات، فإن الصورة الأساسية التي مارسها أصحاب العمل في القرن العشرين تندرج تحت ذلك المصطلح؛ فلم يكن فقطكانت بجعل شرط العمل هو عدم الزواج ومنع توظيف النساء المتزوجات، ولتُجنب بعض هذه المعوقات التمييزية استخدم العديد من أصحاب العمل قوانين الزواج لتصنيف النساء المتزوجات كموظفات إضافيات وليس دائمات. وعلي سبيل المثال في بنك لويدز حتي عام 1949 كان البنك قد ألغي قانون الزواج الخاص به وسمح بتصنيف النساء المتزوجات بعمل كموظفات إضافيات بدلاً من العمل كموظفات بشكل دائم، كما أنهم تجنبوا أيضاً دفع رواتب ثابتة للنساء المتزوجات وكان يمكنهم أيضاً الاستغناء عنهن في أي وقت يريدونه وإنهاء خدمتهن بسهولة أكبر.

## تاريخ قانون الزواج في الولايات المتحدة
ظهر قانون الزواج في الولايات المتحدة  في أواخر القرن التاسع عشر. وغالباً ما طُبقت هذه القوانين في مجال الأعمال الكتابية والتعليم خلال الأوضاع الأقتصادية المستقرة. وعندما ضرب الكساد العظيم في ثلاثنيات قرن العشرين، استخدم قانون الزواج في مجالات أخرى غير التدريس وكان مبرره إيجاد فرص عمل شاغرة لأفراد العائلة خلال فترة الركود الاقتصادي. بينما خبأت نساء كثيرات حالتهن الزوجية في محاولة للحفاظ علي وظائفهن، ولم تُحظر معوقات الزواج قانوناً حتي عام 1964 عندما حظرت المادة السابعة من قانون الحقوق المدنية لعام 1964 التمييز في العمل علي أساس العرق أواللون أوالجنس أوالأصل العرقي.

## مبرر قانون الزواج
قًدم مقال نشرعام 1946 في مجلة المشاهد (وهي مجلة بريطانية محافظة)، بعض الأسباب لتبرير قوانين الزواج. ولاحظ المقال أن النساء المتزوجات مُدعمات من أزواجهن، وبالتالي لم يكُنّ بحاجة إلى وظائف. علاوة على ذلك أقرت المجلة بأن النساء الغير متزوجات يمكن الاعتماد عليهن أكثر وهن أكثر نشاطاً من النساء المتزوجات حيث أنهم لم يملكوا عائلات أو أي مسؤليات ضاغطة ملحة أخرى.وفرت قوانين الزواج مزيدًا من الفرص لأولئك الذين يعتبرهم مؤيدون «فعليًا» بحاجة إلى عمل مثل النساء العازبات.
وقد كانت قوانين الزواج مرتبطة بالتقلبات الاجتماعية والاقتصادية، خاصة بعد نهاية الحرب العالمية الأولى لوجود الجنود العائدون الذين في حاجة إلى وظائف، وبعد ذلك الكساد في ثلاثينيات القرن الماضي أدى إلى تطبيق قانون الزواج في العديد من المراكز. وبالرغم من ذلك فغالبًا ما يتم إرجاع قانون الزواج إلى التقاليد، خاصةً في الأماكن التي كان يوجد فيها تقاليد قوية جدًا بين النساء المتزوجات كقائمين على الرعاية.

## آثاره على العصر الحديث
على الرغم من عدم ارتباطه بشكل مباشر بقانون الزواج، إلا أن بعض ممارسات التوظيف التمييزية القائمة بحكم الواقع تثير اليوم مخاوف مماثلة بالنسبة للمرأة كما كان الحال في قانون الزواج في القرن العشرين. على سبيل المثال بعض الممارسات التمييزية ضد النساء الحوامل أدت إلى قانون تمييز الحمل عام 1978.